# Andrew Gamble

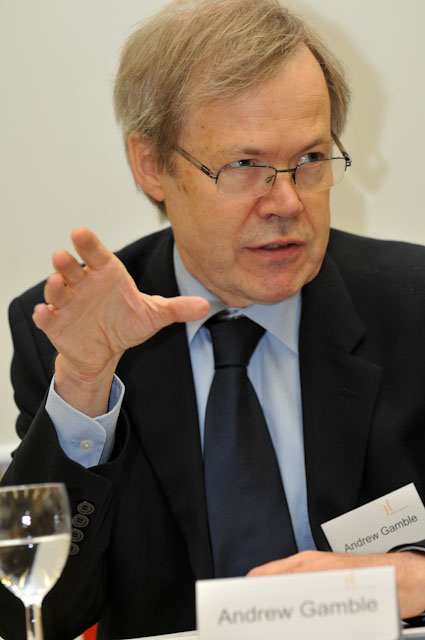
Andrew Gamble

Andrew Gamble, född 15 augusti 1947, är en brittisk författare och akademiker. Sedan januari 2007 är han professor i statsvetenskap vid University of Cambridge. Tidigare har han arbetat vid University of Sheffield (1973–2007). Gamble har vunnit två större pris för sin forskning. 2003 vann han med boken Between Europe and America W.J.M. Mackenzie-priset för bästa statsvetenskapliga bok under det året. 2005 belönades han med Sir Isaiah Berlin Award för sin livsgärning inom statsvetenskap av PSA.

## Egna publiceringar
- The Spectre at the Feast (2009)
- Between Europe and America: The Future of British Politics (2003)
- Politics and Fate (2000)
- Hayek: The Iron Cage of Liberty (1996)
- The Free Economy and the Strong State (1988, 2nd Edition 1994)
- Britain in Decline (1981, 4th Edition 1994)
- An Introduction to Modern Social and Political Thought (1981)
- The Conservative Nation (1974)

## Övriga böcker han medverkat i
- Ideas, Interests & Consequences (1989)
- The British Party System and Economic Policy 1945-1983 (with S. A. Walkland) (1984).
- Capitalism in Crisis (with Paul Walton) (1976).
- From Alienation to Surplus Value (with Paul Walton) (1976).
- Labour, the State, Social Movements and the Challenge of Neo-liberal Globalisation (2007).
- Restating the State? (2004).
- The Political Economy of the Company (2000).
- Marxism and Social Science (1999).
- The New Social Democracy (1999).
- Fundamentals in British Politics (1999).
- Stakeholder Capitalism (1997).
- Regionalism & World Order (1996).
- The Social Economy and the Democratic State (1989)
- Developments in British Politics (series 1-7-1983-2003).